# Campeonato Mundial de Atletismo em Pista Coberta de 2012 - 1500 m feminino
A prova dos 1500 metros feminino do Campeonato Mundial de Atletismo em Pista Coberta de 2012 foi disputada entre 9 e 10 de março na Ataköy Athletics Arena em Istambul, Turquia.

## Recordes
Antes desta competição, os recordes mundiais e do campeonato nesta prova eram os seguintes:
|    | Nome            | Nacionalidade | Tempo     | Local    | Data                    |
| -- | --------------- | ------------- | --------- | -------- | ----------------------- |
| WR | Yelena Soboleva | Rússia        | 3m 58s 28 | Moscou   | 18 de fevereiro de 2006 |
| CR | Gelete Burka    | Etiópia       | 3m 59s 75 | Valência | 9 de março de 2008      |

## Medalhistas
| Ouro                 | Prata                        | Bronze            |
| Genzebe Dibaba (ETH) | Mariem Alaoui Selsouli (MAR) | Hind Déhiba (FRA) |

## Cronograma
| Data        | Hora  | Evento  |
| ----------- | ----- | ------- |
| 9 de março  | 18:30 | Bateria |
| 10 de março | 18:00 | Final   |

## Resultados

### Bateria
Qualificação: 3 atletas de cada bateria  (Q) mais os  3 melhores qualificados (q).
| Colocação | Bateria | Atleta                 | Nacionalidade  | Tempo   | Notas        |
| --------- | ------- | ---------------------- | -------------- | ------- | ------------ |
| 1         | 2       | Mariem Alaoui Selsouli | Marrocos       | 4:08.56 | Q            |
| 2         | 2       | Hind Dehiba            | França         | 4:08.78 | Q            |
| 3         | 2       | Tizita Bogale          | Etiópia        | 4:08.91 | Q            |
| DSQ       | 2       | Jelena Arżakowa        | Rússia         | 4:09.15 | Doping       |
| DSQ       | 2       | Aslı Çakır Alptekin    | Turquia        | 4:09.30 | NR, q Doping |
| 4         | 2       | Angelika Cichocka      | Polónia        | 4:09.50 | q            |
| 5         | 1       | Genzebe Dibaba         | Etiópia        | 4:11.17 | Q            |
| 6         | 2       | Brenda Martinez        | Estados Unidos | 4:11.30 |              |
| 7         | 1       | Isabel Macías          | Espanha        | 4:11.53 | Q            |
| DSQ       | 1       | Natalla Karejwa        | Bielorrússia   | 4:11.64 | Q Doping     |
| 8         | 1       | Siham Hilali           | Marrocos       | 4:11.69 |              |
| DSQ       | 1       | Anżelika Szewczenko    | Ucrânia        | 4:12.78 | Doping       |
| 9         | 1       | Luiza Gega             | Albânia        | 4:13.45 |              |
| 10        | 1       | Sara Vaughn            | Estados Unidos | 4:17.46 |              |
| 11        | 1       | Ioana Doagă            | Roménia        | 4:17.50 |              |

### Final
A final ocorreu dia 10 de março. 
| Colocação         | Atleta                 | Nacionalidade | Tempo   | Notas     |
| ----------------- | ---------------------- | ------------- | ------- | --------- |
| Medalha de ouro   | Genzebe Dibaba         | Etiópia       | 4:05.78 |           |
| Medalha de prata  | Mariem Alaoui Selsouli | Marrocos      | 4:07.78 |           |
| DSQ               | Aslı Çakır Alptekin    | Turquia       | 4:08.74 | NR Doping |
| DSQ               | Natalla Karejva        | Bielorrússia  | 4:10.12 | Doping    |
| Medalha de bronze | Hind Dehiba            | França        | 4:10.30 |           |
| 4                 | Tizita Bogale          | Etiópia       | 4:10.98 |           |
| DSQ               | Jelena Arżakowa        | Rússia        | 4:13.04 | Doping    |
| 5                 | Angelika Cichocka      | Polónia       | 4:14.57 |           |
| 6                 | Isabel Macías          | Espanha       | 4:22.40 |           |

Legenda
| Recorde mundial       | Recorde mundial (World record)               |                       | Recorde africano                      | Recorde africano (African) |                                           | Q | Classificado por posição (Qualified) |
| Recorde do campeonato | Recorde do campeonato (Championship record)  | Recorde da América    | Recorde da América (Americas)         | q                          | Classificado por melhor tempo (Qualified) |   |                                      |
| Melhor marca do ano   | Melhor marca do ano (World leading)          | Recorde asiático      | Recorde asiático (Asian)              | DNS                        | Não largou (Did not start)                |   |                                      |
| Recorde nacional      | Recorde nacional (National record)           | Recorde europeu       | Recorde europeu (European)            | DNF                        | Não terminou (Did not finish)             |   |                                      |
| Recorde pessoal       | Recorde pessoal do atleta (Personal best)    | Recorde da Oceania    | Recorde da Oceania (Oceania)          | DSQ / DQ                   | Desclassificado (Disqualified)            |   |                                      |
| Recorde da temporada  | Recorde da temporada do atleta (Season best) | Recorde sul-americano | Recorde sul-americano (South America) | NM                         | Sem marca (No mark)                       |   |                                      |